# Les 1001 jeux vidéo auxquels il faut avoir joué dans sa vie
Les 1001 jeux vidéo auxquels il faut avoir joué dans sa vie (1001 Video Games You Must Play Before You Die) est un ouvrage de référence sur les jeux vidéo publié en octobre 2010 sous la direction de Tony Mott, rédacteur en chef de longue date du magazine Edge, avec une préface du concepteur de jeux vidéo Peter Molyneux.
Le livre consiste en une liste de jeux sortis entre 1970 et 2010, présentés chronologiquement par date de sortie. Chaque jeu de la liste est accompagné d'un court texte écrit par un critique de jeu vidéo ; certains jeux sont aussi illustrés par une capture d'écran. La façon dont le livre a été écrit est similaire à celle  de Les 1001 albums qu'il faut avoir écoutés dans sa vie, également publié en version originale chez Universe Publishing.
Le livre est sorti en France chez l'éditeur Flammarion. Il a bénéficié d'une adaptation (plus qu'une simple traduction) par le journaliste William Audureau. Il contient une préface du journaliste de jeu vidéo Marcus.

## Accueil
Le livre a reçu un accueil généralement positif. Les critiques ont fait l'éloge de la richesse des connaissances témoignées dans l'ouvrage, mais ont critiqué certaines entrées spécifiques.
Sur le blog Moving Pixels du site PopMatters, Rick Dakan, romancier et ancien concepteur de jeu, déclare : « La plupart des choix me paraissent excellents, et j'apprécie que les auteurs aient inclus beaucoup de jeux plus petits, expérimentaux, et des titres imparfaits mais importants aussi », mais reste toutefois dubitatif face à certaines entrées, comme Army of Two : Le 40e jour.
Dans The Austin Chronicle, James Renovitch, pour sa part, fait l'éloge des parties consacrées aux années 1970 et 1980, mais regrette que celles-ci ne représentent ensemble que 177 des 960 pages du livre, et qu'à partir des années 1990 l'intérêt du livre s'essouffle, à cause notamment d'une trop grande répétitivité dans le choix des jeux : « Lorsque vous écrivez pour la onzième fois sur la série Final Fantasy, il ne reste plus vraiment grand-chose à raconter. » L'auteur s'interroge aussi sur la pertinence d'une sélection regroupant autant de jeux : « [Ce dût être] quelque peu laborieux de trouver 1001 jeux réellement remarquables. »
Pour le magazine Starbust (en), Callum Shepard y voit « un bon guide » mais relève deux failles : sa faiblesse dans le domaine des consoles portables, et la sous-représentation ou l'absence de certains titres comme Mega Man Zero.
Gameblog qualifie l'ouvrage d'« encyclopédie », et Erwan Higuinen des Inrockuptibles le compare à une « bible », mais déplore également quelques oublis, notamment des jeux français, même dans l'adaptation française de William Audureau.

## Version française
La traduction française présente quelques différences avec la version originale :
- Retraits : Combat, M.U.D., A Mind Forever Voyaging et MechWarrior 2: 31st Century Combat
- Ajouts : Sheriff, Dragon Quest V : La Fiancée céleste, Mystic Quest et Rayman